# Egyháznagyszeg
Egyháznagyszeg (szlovákul Kostolný Sek) Nagysurány város része, egykor önálló település Szlovákiában, a Nyitrai kerületben, az Érsekújvári járásban.

## Fekvése
A Kisalföldön, Nagysurány központjától 1 km-re északra a Nyitra jobb partján fekszik.

## Története
A falu területén a legkorábbi leletek a bronzkorig nyúlnak vissza.
A települést 1221-ben II. András királynak abban az oklevelében említik először, melyben az esztergomi érsekséget megerősíti birtokaiban. Ebben a község neve Zeg néven tűnik fel. Egykori pálos kolostorát a Hont-Pázmány nembeli[forrás?] Ladomér esztergomi érsek építtette a 13. században.
A mai temető területén végzett ásatások során Zsigmond korabeli pénzérmék kerültek elő. Legutóbb 2009-ben találtak Rákóczi korabeli rézpénz éremleletet, mely több mint 1700 darabot számlált. Főbb birtokosai közül a Turcsányi család kúriát is épített itt.
Fényes Elek szerint "Nagyszeg, tót falu, Nyitra vmegyében, a Nyitra jobb partján, Surányhoz 1/4 mfdnyire: 229 kath., 7 zsidó lak. első osztálybeli határral. F. u. többen. Ut. p. Érsekujvár." 
A trianoni békeszerződésig Nyitra vármegye Érsekújvári járásához tartozott.

## Népessége
Őshonos magyar lakossága a török korban jelentősen megfogyatkozott. A 18. század kezdetétől betelepülő morva népesség azután nagyrészt magába olvasztotta magyar lakosságát. 
1910-ben 950, többségben szlovák anyanyelvű lakosa volt, jelentős magyar kisebbséggel.
2001-ben Nagysurány 10 491 lakosából 10 206 szlovák, 88 magyar és 67 cseh volt.

## Nevezetességei
- Rózsafűzér Királynője tiszteletére szentelt római katolikus temploma 1878-ban épült.
- Új katolikus temploma 1998 és 2000 között épült.
- A Szeplőtelen Szűz tiszteletére szentelt kápolnája az 1920-as években épült.
- Egykori pálos kolostora a 13. században épült késő román stílusban. A kolostor U alakú volt, a dél szárnya emeletes, melyhez a saroknál csatlakozott a templom. A 17. században a törökök elfoglalták a kolostort, így a pálosok Máriacsaládra menekültek. A törökök a kolostorból istállót csináltak, majd amikor 1683-1685 között végleg elhagyni készültek a területet, a kolostort felgyújtották. Az eredeti épületből csak a templomtorony maradt meg, amelyet 1878-ban a hívek lebontottak és maradványaiból építették fel az új egyháznagyszegi templomot.